# Резолуција Уједињених нација
Резолуција Уједињених нација (или УН резолуција) је формални текст усвојен од стране тела Уједињених нација. Било које тело УН-а може издати резолуцију. У пракси међутим, већину резолуција издаје Савет безбедности или Генерална скупштина.
Правни статус УН резолуција је било питање честих расправа:
- Многи стручњаци сматрају већину резолуција Генералне скупштине необавезујућим (У члану 10 и 14 повеље УН Генерална скупштина доноси „препоруке“), међутим неке резолуције Генералне скупштине баве се унутрашњим питањима везаним за Уједињене нације, као што су буџетска питања или упутства нижим органима, су очевидно обавезујућа.

- Према члану 25 Повеље, земље чланице Организације уједињених нација су обавезане да спроводе у дело „одлуке Савета безбедности у складу са тренутном Повељом“. Расправљано је које врсте резолуција Савета безбедности су покривене овом одредбом, нарочито да ли овај члан покрива само резолуције Савета безбедности усвојене према поглављу VII повеље УН („Акције у складу са мировним споразумима, кршењем мира и чинова насиља“). Међународни суд правде је одлучивао у случају Намибија из 1971 да обавезујући ефекат одлука Савета безбедности није ограничен на резолуције усвојене према овој одредби.